# Taran il girovago
Taran il girovago (titolo originale: Taran Wanderer) è un romanzo fantasy per ragazzi, pubblicato nel 1967. È il quarto della saga de Le cronache di Prydain, scritta dallo statunitense Lloyd Alexander, ed è preceduto da Il castello di Llyr e seguito da Il sommo re.

## Trama
È trascorso qualche tempo dagli eventi narrati in Il castello di Llyr e il protagonista Taran ormai non è più un ragazzino. Eilonwy si trova ancora a Dinas Rhydnant, sull'Isola di Mona, per essere educata come una principessa che si rispetti, mentre Taran, tornato a Caer Dallben, ripensa spesso a lei e all'amore che si è reso conto di provare nei suoi confronti. Decide quindi di partire per un viaggio, per indagare sulle proprie origini (che gli sono ignote, essendo stato trovato, ancora in fasce, dall'anziano mago Dallben, presso un campo di battaglia) e comprendere quale sia il suo posto nel mondo. Solo allora potrà trovare il coraggio di dichiararsi. Accompagnato dal fedele Gurgi, la prima tappa del viaggio è la brughiera di Morva, ove Taran interroga le tre streghe Orddu, Orwen e Orgoch, ma queste, non avendo lui come ricompensarle, si limitano ad indirizzarlo allo Specchio di Llunet, dal quale, a loro dire, il giovane potrà apprendere chi lui sia veramente.
In marcia per Caer Cadarn, la roccaforte di re Smoit (incontrato in Il Calderone Nero), Taran e Gurgi attraversano i Cantrev di due vassalli di Smoit: Goryon e Gast. I due non solo sono dei gradassi e cattivi regnanti, ma violano regolarmente la pace della regione a causa di una lite di vecchia data, su chi sia il legittimo proprietario di una preziosa vacca chiamata Cornillo. Re Smoit ha tentato invano di porvi fine da parecchio tempo, ma Taran riesce a persuaderlo ad adottare un giudizio salomonico: Cornillo verrà assegnato al gentile e ospitale fattore Aeddan, il cui terreno si trova al confine tra i Cantrev ed ha quindi risentito molto della guerra, mentre a Goryon e Gast, in cambio della promessa di pace, andranno i prossimi vitelli partoriti da Cornillo. Smoit ne rimane così impressionato da offrire a Taran di farsi adottare da lui (che è vedovo e non ha figli propri), ma il giovane per il momento declina.
Continuando il viaggio, Taran e Gurgi rincontrano il bardo Fflewddur Flam, in groppa all'enorme gatta Llyan (incontrata in Il castello di Llyr), che gli porge una strana ranocchia, la quale si rivela essere in realtà il nano Doli. Il responsabile della sua trasformazione è lo stregone Morda, che, grazie ad un amuleto appartenuto ad Angharad (la madre di Eilonwy, che, in punto di morte, si era recata da Morda per ottenere informazioni sulla sua bambina scomparsa), è ora in grado di prevalere sulla magia del Popolo Fatato. A ciò si aggiunge che Morda sia apparentemente immortale. Gli amici vengono catturati nel covo del mago, ma Taran, osservando che al nemico manca un dito, si rende conto che un ossicino, che poco tempo fa il suo corvo Kaw aveva trovato fortuitamente nel bosco, è proprio quello del dito di Morda, che il mago si è amputato per trasferirvi il proprio spirito vitale, rendendo così il resto del corpo immune alle ferite. Nel tentativo disperato di riprenderselo, Morda stesso infrange per sbaglio l'osso, causando la propria morte.
Continuando la ricerca dello Specchio di Llunet, Taran fa la conoscenza del vecchio pastore Craddoc, il quale si presenta come suo padre. Il giovane rimane con lui per un anno, finché il vecchio, gravemente indebolito dal gelo invernale, gli confessa, poco prima di spirare, di aver mentito e di non essere veramente suo padre. Taran quindi raggiunge i Commot, un gruppetto di villaggi indipendenti, ove entra al servizio di vari artigiani, imparando i loro mestieri, ma non trovando in nessuno di essi la propria vocazione. Aiuta altresì i Commot a difendersi da una banda di predoni.
Infine è Annlaw, un uomo dei Commot, che gli rivela dove si trova lo Specchio di Llunet, che di fatti è una laghetto montano. Recatosi sul posto, Taran viene sorpreso da Dorath, capo dei predoni, col quale si batte a duello, riuscendo a metterlo in fuga. Tornato da Annlaw, Taran gli confessa di non aver visto altro nello Specchio che il proprio riflesso, ma non si dice deluso, avendo ormai, grazie alle esperienze accumulate nel viaggio, acquisito una nuova consapevolezza di sé stesso.